# Йонуц Нєдєлчару
Йонуц Нєдєлчару (рум. Ionuț Nedelcearu, нар. 25 квітня 1996, Бухарест) — румунський футболіст, захисник клубу «Палермо».
Виступав, зокрема, за клуб «Динамо» (Бухарест), а також національну збірну Румунії.

## Клубна кар'єра
Народився 25 квітня 1996 року в місті Бухарест. Вихованець футбольної школи клубу «Динамо» (Бухарест). Дорослу футбольну кар'єру розпочав 2013 року в основній команді того ж клубу, в якій провів п'ять сезонів, взявши участь у 89 матчах чемпіонату. 
До складу клубу «Уфа» приєднався 2018 року. Станом на 16 травня 2018 року відіграв за уфимську команду 10 матчів в національному чемпіонаті.

## Виступи за збірні
У 2013 році дебютував у складі юнацької збірної Румунії, взяв участь у 6 іграх на юнацькому рівні.
З 2014 року залучався до складу молодіжної збірної Румунії. На молодіжному рівні зіграв в 11 офіційних матчах, забив 1 гол.
У 2015 році дебютував в офіційних матчах у складі національної збірної Румунії.
| Дата       | Місто       | Господарі          | Результат | Гості                | Турнір                               | Голи | Примітки |
| ---------- | ----------- | ------------------ | --------- | -------------------- | ------------------------------------ | ---- | -------- |
| 27-3-2018  | Крайова     | Румунія            | 1 – 0     | Швеція               | товариський матч                     | -    | 83'      |
| 31-5-2018  | Грац        | Румунія            | 3 – 2     | Чилі                 | товариський матч                     | -    | 60'      |
| 14-10-2018 | Плоєшті     | Румунія            | 0 – 0     | Сербія               | Ліга націй УЄФА 2018-2019 - 1-й етап | -    | 45+3'    |
| 10-6-2019  | Мдіна       | Мальта             | 0 – 4     | Румунія              | Відбір до ЧЄ 2020                    | -    | 35'      |
| 5-9-2019   | Бухарест    | Румунія            | 1 – 2     | Іспанія              | Відбір до ЧЄ 2020                    | -    |          |
| 12-10-2019 | Торсгавн    | Фарерські острови  | 0 – 3     | Румунія              | Відбір до ЧЄ 2020                    | -    | 18'      |
| 15-10-2019 | Бухарест    | Румунія            | 1 – 1     | Норвегія             | Відбір до ЧЄ 2020                    | -    |          |
| 15-11-2019 | Бухарест    | Румунія            | 0 – 2     | Швеція               | Відбір до ЧЄ 2020                    | -    |          |
| 18-11-2019 | Мадрид      | Іспанія            | 5 – 0     | Румунія              | Відбір до ЧЄ 2020                    | -    | 36'      |
| 4-9-2020   | Бухарест    | Румунія            | 1 – 1     | Північна Ірландія    | Ліга націй УЄФА 2020-2021 - 1-й етап | -    | 86'      |
| 7-9-2020   | Клагенфурт  | Австрія            | 2 – 3     | Румунія              | Ліга націй УЄФА 2020-2021 - 1-й етап | -    | 74'      |
| 11-11-2020 | Плоєшті     | Румунія            | 5 – 3     | Білорусь             | товариський матч                     | 2    |          |
| 18-11-2020 | Белфаст     | Північна Ірландія  | 1 – 1     | Румунія              | Ліга націй УЄФА 2020-2021 - 1-й етап | -    |          |
| 2-6-2021   | Плоєшті     | Румунія            | 1 – 2     | Грузія               | товариський матч                     | -    |          |
| 6-6-2021   | Мідлсбро    | Англія             | 1 – 0     | Румунія              | товариський матч                     | -    | 84'      |
| 2-9-2021   | Рейк'явік   | Ісландія           | 0 – 2     | Румунія              | Відбір до ЧС 2022                    | -    |          |
| 5-9-2021   | Бухарест    | Румунія            | 2 – 0     | Ліхтенштейн          | Відбір до ЧС 2022                    | -    | 79'      |
| 8-9-2021   | Скоп'є      | Північна Македонія | 0 – 0     | Румунія              | Відбір до ЧС 2022                    | -    |          |
| 11-10-2021 | Бухарест    | Румунія            | 1 – 0     | Вірменія             | Відбір до ЧС 2022                    | -    |          |
| 11-11-2021 | Бухарест    | Румунія            | 0 – 0     | Ісландія             | Відбір до ЧС 2022                    | -    |          |
| 29-3-2022  | Нетанья     | Ізраїль            | 2 – 2     | Румунія              | товариський матч                     | -    | 46' 79'  |
| 23-9-2022  | Гельсінкі   | Фінляндія          | 1 – 1     | Румунія              | Ліга націй УЄФА 2022-2023 - 1-й етап | -    |          |
| 26-9-2022  | Бухарест    | Румунія            | 4 – 1     | Боснія і Герцеговина | Ліга націй УЄФА 2022-2023 - 1-й етап | -    | 83'      |
| 17-11-2022 | Клуж-Напока | Румунія            | 1 – 2     | Словенія             | товариський матч                     | -    | 73'      |
| 19-6-2023  | Люцерн      | Швейцарія          | 2 – 2     | Румунія              | Відбір до ЧЄ 2024                    | -    |          |
| 26-3-2024  | Мадрид      | Колумбія           | 3 – 2     | Румунія              | товариський матч                     | -    | 46'      |
| 4-6-2024   | Бухарест    | Румунія            | 0 – 0     | Болгарія             | товариський матч                     | -    | 69'      |
| Усього     |             | Матчів             | 27        |                      | Голів                                | 2    |          |

## Титули і досягнення
- Володар Кубка румунської ліги (1):

«Динамо» (Бухарест): 2016-17